# Hellboy
Hellboy, soprannominato "Red" (in italiano Rosso), è un personaggio dei fumetti creato da Mike Mignola nel 1993 per l'etichetta Legend della casa editrice Dark Horse.
Oltre alla serie su 2000 AD, Hellboy è stato per breve tempo pubblicato dalla DC Comics in una serie durata 2 numeri (dal 1999) e in alcuni crossover con personaggi come Lobster Johnson, Batman, Starman, Ghost o Sabrina.
Nel 2011 il sito web IGN lo ha classificato alla venticinquesima posizione nella classifica dei cento migliori eroi della storia dei fumetti, dopo Yorick Brown e prima di Rick Grimes. Alan Moore ha consigliato la lettura Hellboy, in particolare Il risveglio del demone, poiché ci permette di vedere "l'acuta sensibilità contemporanea di Mignola all'opera". Nel Marzo del 2009 Hellboy vinse in due categorie del Project Fanboy Awards per il 2008: "Best Indy Hero" e "Best Indy Character".

## Biografia
Hellboy è il nome dato dal professor Trevor Bruttenholm al demone Anung Un Rama, evocato sulla Terra il 23 dicembre 1944 dal malvagio stregone russo Rasputin per conto della divisione Ahnenerbe delle SS con l'intento di cambiare le sorti della guerra (in quello che era noto come "Progetto Ragnarok"); l'entità, tuttavia, viene sottratta ai Nazisti dagli Alleati quando è ancora un cucciolo e verrà cresciuto da Bruttenholm come un figlio in una base dell'esercito degli Stati Uniti nel Nuovo Messico.
Divenuto adulto Hellboy diventa il miglior detective del Bureau of Paranormal Research and Defense, all'interno del quale ha come compagni e alleati la giovane pirocineta Elizabeth "Liz" Sherman, l'umanoide anfibio Abraham "Abe" Sapien, Johann Kraus, un fantasma tedesco in una tuta che manipola gli oggetti intorno a lui con il suo fumo, Ben Daimio, un agente capace della trasformazione in un giaguaro mannaro, Alice Monaghan, una ragazza che mantenne alcune abilità magiche e Roger, un omuncolo dalla forza sovrumana ritrovato in un castello in Romania.

## Aspetto
Hellboy è molto alto (circa 2 metri), enorme e ha la pelle rossa, una lunga coda e due grandi corna che accorcia periodicamente. Il suo avambraccio destro è enorme e fatto di un materiale durissimo e sconosciuto. Al posto dei piedi ha zampe caprine. Barba e capelli sono neri.
Il suo tipico abbigliamento comprende impermeabile da investigatore, calzoni corti e ghette.

## Poteri e abilità
Il braccio destro di Hellboy è indistruttibile e rappresenta il suo retaggio demoniaco da parte di suo padre Azzael. In qualità di demone è dotato di una forza sovrumana, una resistenza notevole, un fattore rigenerante (che comunque non lo rende totalmente invulnerabile) e la capacità di sputare fuoco infernale dalla bocca. Inoltre invecchia molto più lentamente degli umani, possiede grandi capacità investigative ed è esperto sia nell'utilizzo di armi bianche che in quello di armi da fuoco sebbene lui stesso sostenga di non essere un gran tiratore.

## Storia editoriale
Hellboy si presenta come un fumetto d'autore a tutti gli effetti, al di fuori della produzione mainstream americana,ed è per lo più suddiviso in storie singole o mini-serie, non in una collana editoriale regolare come molte altre produzioni.
A pubblicarne le avventure negli Stati Uniti è la casa editrice Dark Horse Comics. Il personaggio è stato mostrato per la prima volta negli Stati Uniti in un albo promozionale distribuito alla San Diego Comic-Con nell'agosto del 1993. Successivamente è stato presentato in appendice a Next Men n. 21 (dicembre 1993), in una breve storia a colori di poche pagine.
Il personaggio esordisce in una prima miniserie in quattro volumi, Hellboy: Seed of destruction, realizzata da Mike Mignola nel 1994 alla quale seguirono negli anni altre brevi miniserie o numeri unici fino al 2007. Nel terzo e conclusivo albo della miniserie The Fury Hero, pubblicato nell'agosto 2011 dalla Dark Horse Comics, il personaggio muore. La morte del personaggio è sempre stata un'idea del suo autore, Mignola, che aveva già dichiarato che le avventure della sua creatura continueranno all'Inferno, in una nuova serie regolare dal titolo Hellboy in Hell, che ha esordito nel 2012.

## Pubblicazioni
- Seed of destruction  (1994, 4 numeri);[6]
- The corpse and the iron shoes  (1995, numero unico);[10]
- Wake the devil  (1996, 5 numeri);[11]
- Hellboy christmas special  (1997, numero unico);[12]
- Almost colossus  (1998, 2 numeri);[13]
- Box full of evil  (1999, 2 numeri);[14]
- Conqueror worm  (2001, 4 numeri);[15]
- The island  (2001, 4 numeri);[16]
- The third wish  (2002, 4 numeri);[17]
- Hellboy premiere edition  (2004, numero unico);[18]
- Makoma  (2006, 2 numeri);[19]
- Darkness calls  (2007, 6 numeri).[20]

### Edizioni in lingua italiana
In Italia il personaggio ha esordito edito dalla Magic Press. Nel febbraio 1993, nel corso di una convention fumettistica a Prato, Mignola realizzò una illustrazione a quattro mani con Nicola Mari che è divenuta poi la copertina del quarto numero della testata Dime Press, una pubblicazione italiana della Glamour International Production nella cui copertina compare il personaggio di Nathan Never con ali e coda da diavolo e con in mano un crocifisso, che viene apparentemente assalito da Hellboy. L'editore italiano non sapendo di che colore fosse la pelle di HellBoy, decise di adottare una colorazione neutra. Così nella sua prima uscita mondiale Hellboy era grigio.

## Altri media

### Animazione
- Hellboy - La spada maledetta (Hellboy: Sword of Storms, 2006);[23]
- Hellboy - Fiumi di sangue (Hellboy: Blood and Iron, 2007).[24]

### Cinema
- Hellboy, regia di Guillermo del Toro (2004)
- Hellboy: The Golden Army (Hellboy II: The Golden Army), regia di Guillermo del Toro (2008)
- Hellboy, regia di Neil Marshall (2019)
- Hellboy - L'uomo deforme (Hellboy: The Crooked Man), regia di Brian Taylor (2024)

### Videogiochi
- Hellboy: Dogs of the Night (2000)
- Hellboy: The Science of Evil (2008)
- Injustice 2 (2017) DLC
- Brawlhalla (2019) Epic Crossover Skin: Hellboy, Ben Daimio, Nimue e Gruagach
- Hellboy Web of Wyrd (2023)